# Alessandro Manzoni
Alessandro Francesco Tommaso Manzoni (7. březen 1785, Milán – 22. květen 1873, Milán) byl italský básník a romanopisec. Jeho nejvýznamnějším dílem je historický román „Snoubenci“ (italsky I Promessi Sposi) z roku 1827. Román se odehrává za španělské nadvlády roku 1628, v roce 1827 jej však Italové četli jako obžalobu rakouského panství, takže významně podpořil italské risorgimento, zápas o sjednocení Itálie. Zároveň významně ovlivnil moderní italský jazyk.

## Život
Manzoni se narodil v rodině staré šlechty, jeho matka byla vzdělaná a literárně nadaná dáma, dcera slavného právního filosofa Cesara Beccarii. Vztahy v rodině však nebyly dobré a rodiče se roku 1792 rozešli, matka pak žila s bohatým a vzdělaným Carlem Imbonatim v Anglii a v Paříži. Alessandro strávil dětská léta na venkovském statku a později v katolických internátech, kde špatně prospíval. V 15 letech se však nadchl pro poezii a začal psát klasické sonety. Po smrti svého otce roku 1805 odjel za matkou do Auteuil u Paříže, kde se scházela republikánská společnost tzv. „ideologů“; seznámil se zde s řadou významných osvícenců.
Roku 1808 se Alessandro oženil s Henriette Blondel, dcerou ženevského bankéře, která roku 1810 přestoupila z kalvinismu ke katolictví. To mělo veliký vliv i na Alessandra, který se z osvícenského deisty stal přísným katolíkem. Manželství bylo velice šťastné a Manzoni žil v krásném venkovském sídle v severní Itálii, psal duchovní básně a traktát o katolické morálce. Roku 1818 však musel zděděné sídlo prodat, protože ho podvodník připravil o peníze, přesto velkoryse odpustil svým poddaným všechny dluhy.

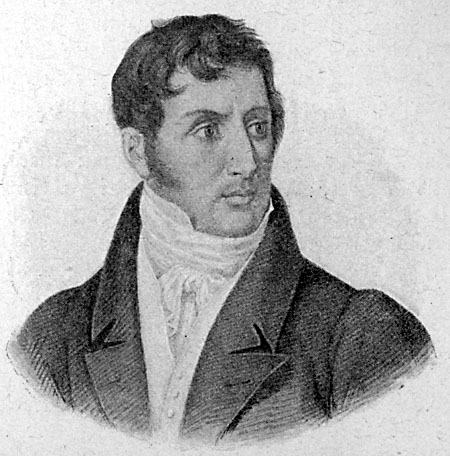
Alessandro Manzoni

Roku 1819 vydal své první drama, které proti různým kritikům vehementně hájil Goethe. Na Napoleonovu smrt roku 1821 odpověděl sonetem „Pátý květen“, který si získal neobyčejnou popularitu a Manzoni se pomalu stával národním básníkem. Věnoval se také historii, kterou pokládal za nezbytného průvodce pro politiku. Roku 1822 vydal druhou tragédii, Adelchi, o dobytí severní Itálie Karlem Velikým a v letech 1824-1827 už zmíněný román „Snoubenci“, který měl být národním eposem asi tak, jako „Ivanhoe“ Waltera Scotta. Roku 1833 zemřela Manzoniho žena a brzy nato i matka a několik z jeho dětí. Roku 1837 se znovu oženil s Teresou Borri, vdovou po hraběti Stampa, a roku 1840 vydal definitivní vydání „Snoubenců“.
Roku 1860 ho král Viktor Emanuel II. jmenoval senátorem a Manzoni, ačkoli zbožný katolík, se stal mluvčím italského sjednocení a odpůrcem papežské vlády v Římě. Naproti tomu papež Pius IX. výslovně citoval jeho pojednání o mravnosti. Když roku 1873 zemřel Manzoniho nejstarší syn, už se z této rány nevzpamatoval a po úrazu hlavy 22. května zemřel. V Miláně mu vystrojili královský pohřeb za účasti následníka trůnu a tisíců Italů a k prvnímu výročí smrti mu Giuseppe Verdi věnoval své „Rekviem“.